# Robert Taylor
Pour les articles homonymes, voir Taylor et Robert Taylor (homonymie).
Spangler Arlington Brugh, dit Robert Taylor est un acteur américain, né le 5 août 1911 à Filley (Nebraska) et mort le 8 juin 1969 à Santa Monica (Californie).
Il est surtout connu pour ses rôles dans Quo vadis (1951) de Mervyn LeRoy, Convoi de femmes (1951) de William A. Wellman, Ivanhoé (1952) de Richard Thorpe et Traquenard (1958) de Nicholas Ray.

## Biographie

### Jeunesse
Spangler Arlington Brugh naît en 1911, à Filley, dans le Nebraska. Il est le seul enfant de Ruth Adaline (née Stanhope) et de Spangler Andrew Brugh, un agriculteur devenu médecin. Durant son enfance, la famille déménage à plusieurs reprises : à Muskogee, dans l’Oklahoma, à Kirksville, dans le Missouri, et à Fremont, à nouveau dans le Nebraska. En septembre 1917, les Brugh et leur fils de 6 ans s’installent à Beatrice, dans le Nebraska, où ils vivent durant seize ans.
Adolescent, le futur Robert Taylor pratique l’athlétisme à un bon niveau et joue du violoncelle dans l’orchestre de son lycée. Après avoir obtenu son diplôme, il s’inscrit au Doane College (en) de Crete, dans le Nebraska. Pendant son séjour à Doane, il prend des cours de violoncelle auprès du professeur Herbert E. Gray, qu’il admire beaucoup : à tel point qu’après que son professeur annonce accepter un nouveau poste au Pomona College de Claremont, en Californie, Taylor choisit de le suivre en s’inscrivant au Pomona College. Il s’inscrit aussi dans la compagnie théâtrale du campus et va être repéré par un recruteur de talents de la MGM en 1932, à l’issue d’une représentation de la nouvelle pièce Journey's End (en).

### Carrière
Robert Taylor fait ses débuts au cinéma en 1934. Son élégance naturelle, sa chevelure sombre et ses yeux bleus font immédiatement de lui un bourreau des cœurs, au point qu'il est surnommé « l'homme au profil parfait ». Un de ses premiers films importants fut Le Roman de Marguerite Gautier (Camille, 1936), où il donne la réplique à Greta Garbo. Vers la fin de sa vie, il tourne beaucoup pour la télévision, notamment dans la série policière de 1959, The Detectives Starring Robert Taylor (en).
Il admettait lui-même qu'il était loin d'être le meilleur acteur de sa génération, mais il se montra toujours extrêmement professionnel, toujours à l'heure et prêt à s'investir pour que le film soit le meilleur possible. Beaucoup de ses collègues déclarèrent après sa mort qu'il avait été sous-estimé en tant qu'acteur, surtout dans les films de sa fin de carrière. Bien qu'il fût surtout connu pour ses grands films classiques, il restait toujours désireux d'interpréter des rôles plus risqués et plus difficiles. Il voulait être connu pour autre chose que sa « belle gueule ». À ce titre on l'apprécia particulièrement en 1956 dans le rôle westernien de l'antihéros raciste, Charlie Gilson, de La Dernière Chasse (The Last Hunt) : un personnage décidé à faire disparaître les Indiens en massacrant les bisons qui les nourrissent.

### Politique

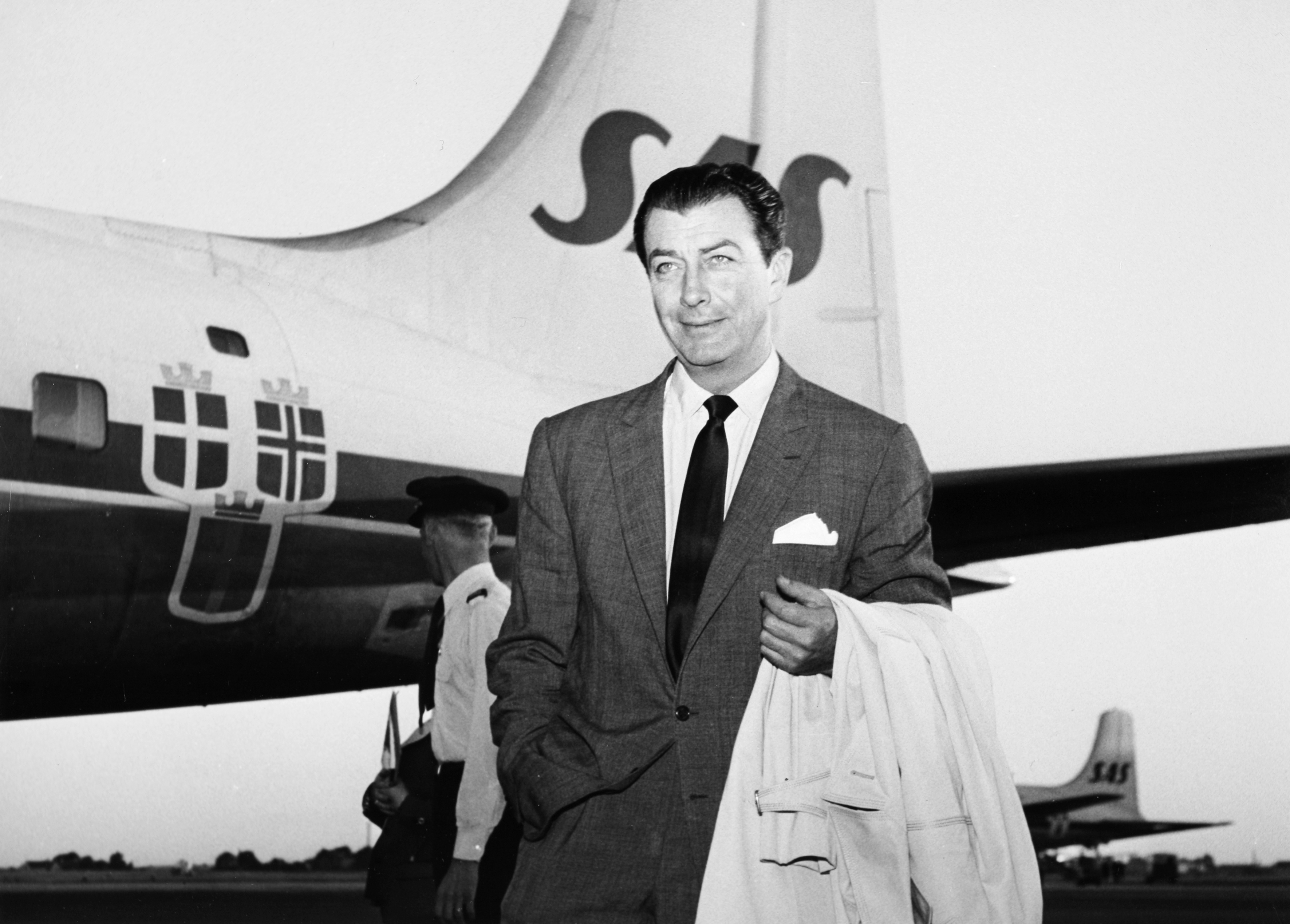
Taylor en 1957.

En octobre 1947, Robert Taylor est appelé à témoigner devant le House Un-American Activities Committee (Commission des activités anti-américaines). Il déclara qu'il avait joué dans Âmes russes en dépit de ses convictions. Il alla jusqu'à affirmer que le script de Richard Collins et Paul Jarrico, ainsi qu'une chanson du film écrite par Yip Harburg, étaient pro-communistes[réf. nécessaire].
Il fournit également un témoignage à charge contre l'acteur Howard Da Silva, déclarant que même s'il ne saurait dire si ce dernier était communiste ou non, Da Silva « avait toujours quelque chose à dire au mauvais moment » aux réunions de la Screen Actors Guild (SAG).

### Vie privée

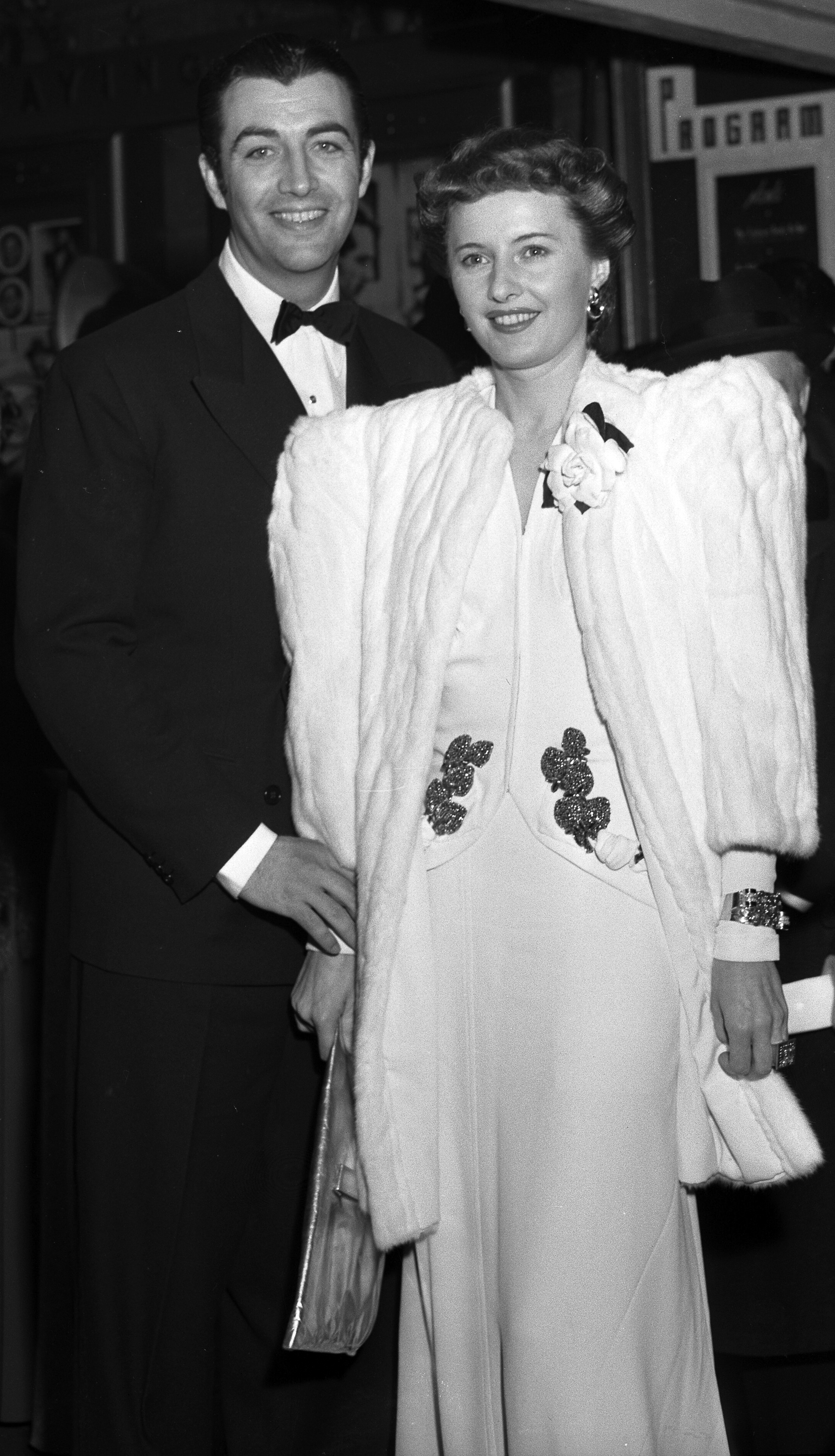
Robert Taylor et Barbara Stanwyck en 1941.

Robert Taylor a eu pour première épouse l'actrice Barbara Stanwyck, avec laquelle il partageait un ranch et une grande maison à Brentwood (Los Angeles). Ce ranch est encore connu comme l'« ancien ranch de Robert Taylor. » Taylor et Stanwyck formaient un des couples les plus en vue d'Hollywood, et ils avaient pour amis un autre couple de stars, celui de Clark Gable et Carole Lombard. Ce mariage dura, avec des hauts et des bas, de 1939 à 1951.
Robert Taylor eut aussi des aventures avec Ava Gardner et Lana Turner.

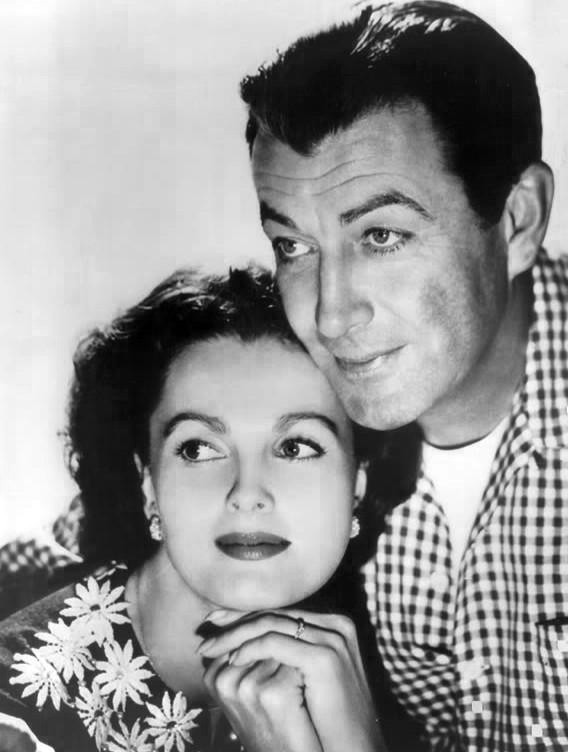
Robert Taylor et sa dernière épouse, l'actrice d'origine allemande en 1960.

Il pensa plusieurs fois se remarier avec Barbara Stanwyck après leur divorce, et eut aussi une relation sérieuse avec Eleanor Parker, mais finit par épouser en secondes noces l'actrice d'origine allemande Ursula Thiess (en). Ils se marièrent en 1954 et eurent deux enfants. Il forma un couple bien assorti avec Ursula Thiess, une réfugiée de la Seconde Guerre mondiale qui faisait encore elle-même ses robes, même pour aller à des galas.

### Mort
Gros fumeur, Taylor mourut d'un cancer du poumon à l'âge de 57 ans. Il fut enterré à Glendale, en Californie. Le tout-Hollywood assista à ses funérailles où son meilleur ami, Ronald Reagan, fit son éloge funèbre.

## Filmographie

### Cinéma

#### Années 1930
- 1934 : Handy Andy de David Butler : Lloyd Burmeister
- 1934 : The Spectacle Maker (en) de John Farrow : l'amant de la duchesse (non crédité)
- 1934 : There's Always Tomorrow (en) d'Edward Sloman : Arthur White
- 1934 : Une méchante femme (A Wicked Woman) de Charles Brabin : Bill Renton, l'amant de Yancey
- 1935 : Buried Loot (en) de George B. Seitz (court métrage) : Albert « Al » Douglas
- 1935 : Médecin mondain (en) (Society Doctor) de George B. Seitz : Dr Tommy « Sprout » Ellis
- 1935 : Times Square Lady (en) de George B. Seitz : Steven « Steve » J. Gordon
- 1935 : Tel père tel fils (en) (West Point of the Air) de Richard Rosson : « Jasky » Jaskarelli
- 1935 : Meurtre dans la marine (en) (Murder in the Fleet) d'Edward Sedgwick : Lt. Tom « Tommy » Randolph
- 1935 : La Fiesta de Santa Barbara de Louis Lewyn (court métrage) : lui-même
- 1935 : La Naissance d'une étoile (Broadway Melody of 1936) de Roy Del Ruth : Robert Gordon
- 1935 : Le Secret magnifique (Magnificent Obsession) de John Stahl : Dr Robert Merrick
- 1936 : La Petite Provinciale (Small Town Girl) de William A. Wellman : Dr Robert « Bob » Dakin
- 1936 : Une certaine jeune fille (Private Number) de Roy Del Ruth : Richard Winfield
- 1936 : La Fièvre des tropiques (His Brother's Wife) de W. S. Van Dyke : Chris Claybourne
- 1936 : L'Enchanteresse (The Gorgeous Hussy) de Clarence Brown : Lt. Timberlake
- 1936 : Le Roman de Marguerite Gautier (Camille) de George Cukor : Armand Duval
- 1937 : Valet de cœur (Personal Property) de W. S. Van Dyke : Raymond Dabney, alias Ferguson
- 1937 : Sa dernière chance (This Is My Affair) de William A. Seiter : Lt. Richard Perry
- 1937 : Lest We Forget de Henry Hathaway et Richard Thorpe (court métrage)
- 1937 : Le Règne de la joie (Broadway Melody of 1938) de Roy Del Ruth : Stephan « Steve » Raleigh
- 1938 : Vive les étudiants (A Yank at Oxford) de Jack Conway : Lee Sheridan
- 1938 : Trois Camarades (Three Comrades) de Frank Borzage : Erich Lohkamp
- 1938 : La Foule en délire (The Crowd Roars) de Richard Thorpe : Thomas « Tommy » / « Killer » McCoy
- 1939 : Trafic d'hommes (Stand Up and Fight) de W. S. Van Dyke : Blake Cantrell
- 1939 : Lucky Night de Norman Taurog : William « Bill » Overton
- 1939 : La Dame des tropiques (Lady of the Tropics) de Jack Conway : William « Bill » Carey
- 1939 : Remember? de Norman Z. McLeod : Jeffrey « Jeff » Holland

#### Années 1940

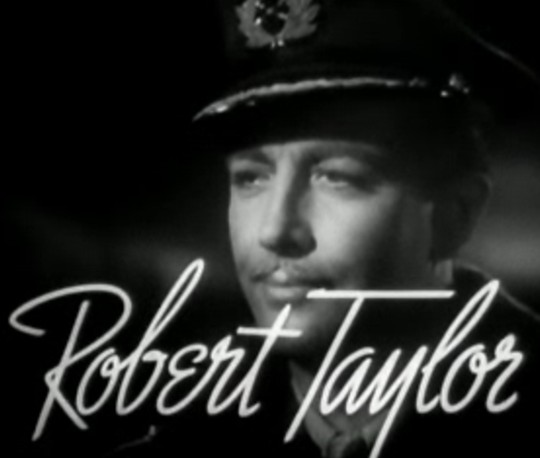
Robert Taylor dans La Valse dans l'ombre (1940).

- 1940 : La Valse dans l'ombre (Waterloo Bridge) de Mervyn LeRoy : Roy Cronin
- 1940 : Escape de Mervyn LeRoy : Mark Preysing
- 1940 : L'Appel des ailes (Flight Command) de Frank Borzage : l’enseigne Alan Drake
- 1941 : Billy the Kid le réfractaire (Billy the Kid) de David Miller : Billy Bonney
- 1941 : Duel de femmes (When Ladies meet) de Robert Z. Leonard : Jimmy Lee
- 1942 : Johnny, roi des gangsters (Johnny Eager) de Mervyn LeRoy : John « Johnny » Eager
- 1942 : Her Cardboard Lover de George Cukor : Terry Trindale
- 1942 : Le Cargo des innocents  (Stand by for Action) de Robert Z. Leonard : Lt. Gregg Masterman
- 1943 : Primary Flight Instruction: Stearman N2-S Part 2 : l'instructeur
- 1943 : Primary Flight Instruction: Stearman N2-S Part 1 : l'instructeur
- 1943 : Bataan de Tay Garnett : le sergent Bill Dane
- 1944 : Âmes russes (Song of Russia) de Gregory Ratoff et László Benedek : John Meredith
- 1946 : Lame de fond (Undercurrent) de Vincente Minnelli : Alan Garroway
- 1947 : Le Mur des ténèbres (High Wall) de Curtis Bernhardt : Steven Kenet
- 1949 : Embuscade (Ambush) de Sam Wood : Ward Kinsman
- 1949 : L'Île au complot (The Bribe) de Robert Z. Leonard : Rigby
- 1949 : Guet-apens (Conspirator) de Victor Saville : maj. Michael Curragh

#### Années 1950
- 1950 : La Porte du diable (Devil's Doorway) d'Anthony Mann : Lance Poole
- 1951 : Quo vadis de Mervyn LeRoy : Marcus Vinicius
- 1951 : Convoi de femmes (Westward the Women) de William A. Wellman : Buck Wyatt
- 1952 : Ivanhoé (Ivanhoe) de Richard Thorpe : Ivanhoe
- 1952 : Le Grand Secret (Above and Beyond) de Melvin Frank et Norman Panama : col. Paul W. Tibbets, 509th Composite Group CO (pilote de l’Enola Gay)
- 1953 : Les Chevaliers de la Table ronde (Knights of the Round Table) de Richard Thorpe : Lancelot
- 1953 : Cupidon photographe (I Love Melvin) de Don Weis : caméo dans le rêve de Judy
- 1953 : Vaquero (Ride, Vaquero ! ) de John Farrow : Rio
- 1953 : La Perle noire (All the Brothers Were Valiant) de Richard Thorpe : Joel Shore
- 1954 : La Vallée des rois (Valley of the Kings) de Robert Pirosh : Mark Brandon
- 1954 : Sur la trace du crime (Rogue Cop) de Roy Rowland : Det. Sgt. Christopher Kelvaney
- 1955 : L'Aventure fantastique (Many Rivers to Cross) de Roy Rowland : Bushrod Gentry
- 1955 : Les Aventures de Quentin Durward (The Adventures of Quentin Durward) de Richard Thorpe : Quentin Durward
- 1956 : La Dernière Chasse (The Last Hunt) de Richard Brooks : Charlie Gilson
- 1956 : Au sixième jour (D-Day the Sixth of June) de Henry Koster : Capt. Brad Parker
- 1956 : Les Grands de ce monde (The Power and the Prize) de Henry Koster : Cliff Barton
- 1957 : Contrebande au Caire (Tip on a Dead Jockey) de Richard Thorpe : Lloyd Tredman
- 1958 : Libre comme le vent (Saddle the Wind) de Robert Parrish : Steve Sinclair Double S Owner
- 1958 : Le Trésor du pendu (The Law and Jake Wade) de John Sturges : Jake Wade
- 1958 : Traquenard (Party Girl) de Nicholas Ray : Thomas « Tommy » Farrell
- 1959 : Le Bourreau du Nevada (The Hangman) de Michael Curtiz : Mackenzie Bovard
- 1959 : La Maison des sept faucons (The House of the Seven Hawks) de Richard Thorpe : John Nordley
- 1959 : Les Aventuriers du Kilimandjaro (Killers of Kilimanjaro) de Richard Thorpe : Robert Adamson

#### Années 1960
- 1963 : Le Grand Retour (Miracle of the White Stallions) d'Arthur Hiller : Col. Podhajsky
- 1963 : Les Ranchers du Wyoming (Cattle King) de Tay Garnett : Sam Brassfield
- 1964 : La Maison de madame Adler (A House Is Not a Home) de Russell Rouse : Frank Costigan
- 1964 : Celui qui n'existait pas (The Night Walker) de William Castle : Barry Moreland
- 1966 : Johnny Tiger (en) de Paul Wendkos : George Dean
- 1966 : La Pampa sauvage (en) (Savage Pampas) de Hugo Fregonese : le capitaine Martín
- 1967 : Un sphinx tout en or (en) (La Sfinge d'oro) de Luigi Scattini : le professeur Karl Nichols
- 1967 : Le Justicier de l'Arizona (Return of the Gunfighter) de James Neilson : Ben Wyatt
- 1968 : Le Rouble à deux faces d'Étienne Périer : Anderson
- 1968 : Les Gamines explosives (Where Angels Go, Trouble Follows) de James Neilson: M. Farraday

### Télévision
- 1963 : The Dick Powell Show (en) (série)
- 1967 : Hondo (Hondo and the Apaches) : Gallagher

## Voix françaises
| - Jean Davy dans : - Quo vadis - Convoi de femmes - Le Grand Secret - Les Chevaliers de la Table ronde - Vaquero - Sur la trace du crime - La Vallée des rois - L'Aventure fantastique - Les Aventures de Quentin Durward - La Dernière Chasse - Au sixième jour - Traquenard - Le Trésor du pendu - Marc Valbel dans - Johnny, roi des gangsters - Lame de fond - Les Aventuriers du Kilimandjaro - Roland Ménard dans : - Ivanhoé - La Perle noire - Les Ranchers du Wyoming | et aussi : - René Dary dans Sa dernière chance - Maurice Arrighi dans La Valse dans l'ombre - Jacques Thébault dans La Porte du diable - Jacques Berthier dans Libre comme le vent - Jacques Beauchey dans Le Bourreau du Nevada - Paul-Émile Deiber dans Celui qui n'existait pas - Jean-François Calvé dans Le Roman de Marguerite Gautier (2edoublage) - Claude Giraud dans Billy the Kid le réfractaire (2edoublage) |